# Stryszów
Stryszów – wieś w Polsce położona w województwie małopolskim, w powiecie wadowickim, siedziba gminy Stryszów.
W latach 1975–1998 miejscowość położona była w województwie bielskim.

## Położenie
Miejscowość położona jest u stóp góry Chełm w paśmie Beskidu Makowskiego.

## Integralne części wsi
| SIMC    | Nazwa        | Rodzaj     |
| ------- | ------------ | ---------- |
| 0071247 | Bugaj        | przysiółek |
| 0071069 | Dół          | część wsi  |
| 0071075 | Działy       | część wsi  |
| 0071081 | Góra         | część wsi  |
| 0071253 | Kamieniec    | przysiółek |
| 0071098 | Kocioł       | część wsi  |
| 0071106 | Ligoczyzna   | część wsi  |
| 0071112 | Nad Dworem   | część wsi  |
| 0071129 | Nad Kółkiem  | część wsi  |
| 0071135 | Nad Sadzawką | część wsi  |
| 0071141 | Pawlikówka   | część wsi  |
| 0071158 | Podchełm     | część wsi  |
| 0071164 | Podgrobel    | część wsi  |
| 0071170 | Potoczek     | część wsi  |
| 0071187 | Rdzawki      | część wsi  |
| 0071193 | Rzeczki      | część wsi  |
| 0071260 | Sztuki       | przysiółek |
| 0071201 | Wajdówka     | część wsi  |
| 0071276 | Wielkie Pole | przysiółek |
| 0071218 | Za Browarem  | część wsi  |
| 0071224 | Zakarczmie   | część wsi  |
| 0071282 | Zalesie      | przysiółek |
| 0071299 | Zalipie      | przysiółek |
| 0071230 | Zarębki      | część wsi  |

## Historia
- 1326 – pierwsza wzmianka o miejscowości.
- przełom XV i XVI w. – utworzono samodzielną parafię oraz wybudowano drewniany kościół św. Mikołaja.
- 1739 – pożar we wsi, podczas którego spłonął kościół i częściowo dwór.
- 1742–1747 – staraniem właściciela wsi Kazimierza Wilkońskiego oraz proboszcza Wojciecha Rzepeckiego powstaje nowa, murowana świątynia w miejscu spalonego kościoła św. Mikołaja[5]
- 1860 – dziedzic Julian Gorczyński przeznaczył 21 złr., 6 sąg drzewa i dom na szkołę i mieszkanie nauczyciela. Proboszcz ks. Andrusikiewicz przyrzekł zakupić potrzebne sprzęty szkolne, a gromady w Stryszowie, Dąbrówce i Zakrzowie zobowiązały się płacić na utrzymanie szkoły 167 złr. i drzewo opałowe zrąbać i zwozić[6].
- 1915 – zmarł w Krakowie właściciel Stryszowa Franciszek Pomian Łubieński; został pochowany w Stryszowie 14 października 1915 roku[7][8].
- 1917 – zmarła żona Franciszka Łubieńskiego Rozalia z Gorczyńskich i została pochowana w Kielcach[9]. Łubieńscy mieli 4 dzieci: Marię Skrochowską, Różę Dobrzańską, Annę i Wojciecha[10].
- 1939–1947 – wikarym w parafii w Stryszowie był ks. Bruno Wyrobisz – kapłan diecezji łuckiej na Wołyniu, działacz oświatowy, w czasie wojny organizator tajnego nauczania, a po wojnie szkolnictwa zawodowego[11].

## Zabytki
Obiekty wpisane do rejestru zabytków nieruchomych województwa małopolskiego.
- Kościół pw. św. Jana Kantego, otoczenie, starodrzew;
- kaplica pw. św. Antoniego, Stryszów 85;
- dwór, park;
- zabudowania gospodarcze dworu: oficyna i spichlerz dworski, otoczenie

Inne
- Modlitwa w Ogrójcu z Stryszowa.
- Liczne przydrożne kapliczki stanowiące Szlak Przydrożnej Modlitwy. Do najstarszej z nich należy figura św. Wojciecha na postumencie z 1768 roku. Na uwagę zasługują także dwie kapliczki znajdujące się w centrum wsi: św Rozalii z 1836 i św. Jana Nepomucena z 1814 roku[13].

Dwór z XVI wieku, wzniesiony prawdopodobnie przez właścicieli dóbr – Suskich. Obecnie muzeum, oddział Zamku Królewskiego na Wawelu – Państwowych Zbiorów Sztuki.
Kościół parafialny św. Jana Kantego został wybudowany z fundacji właściciela wsi Kazimierza Wikońskiego w 1742 roku na miejscu starszej, drewnianej świątyni pw. św. Mikołaja, która spłonęła w wyniku wielkiego pożaru wsi z 1739 roku. 26 sierpnia 1767 roku do niedawno wybudowanej świątyni przywieziono z Krakowa relikwie św. Jana Kantego. W tym samym roku zamieniono też patrona kościoła ze św. Mikołaja na św. Jana. W 1840 roku kościół został powiększony o wieżę i przedłużone zostało jego prezbiterium. Budowla posiada cechy barokowe, klasycystyczne i neogotyckie. Wewnątrz znajdują się 3 ołtarze: główny z wymiennymi obrazami Serca Jezusa, Trójcy Świętej, Chrystusa Ukrzyżowanego i św. Jana Kantego w koronie i dwa boczne (lewy poświęcony MB Pocieszenia i prawy św. Mikołajowi.) Na uwagę zasługuje także płaskorzeźba ze szkoły Wita Stwosza z 1500 roku, Modlitwa w Ogrójcu z Stryszowa umieszczona we wnęce po prawej stronie i organy z 1911 roku powstałe staraniem proboszcza Jana Figwera. Na północnej ścianie kościoła znajduje się także XIX-wieczny fresk przedstawiający procesję błagalno-pokutną. Tematyka malowidła odwołuje się do epidemii cholery i tyfusu, które nawiedzały Stryszów i okoliczne wioski w latach 1846–1849. Wystrój świątyni dopełnia kamienna chrzcielnica pochodząca prawdopodobnie ze starego kościoła św. Mikołaja i ambona z figurą św. Stanisława.

## Galeria

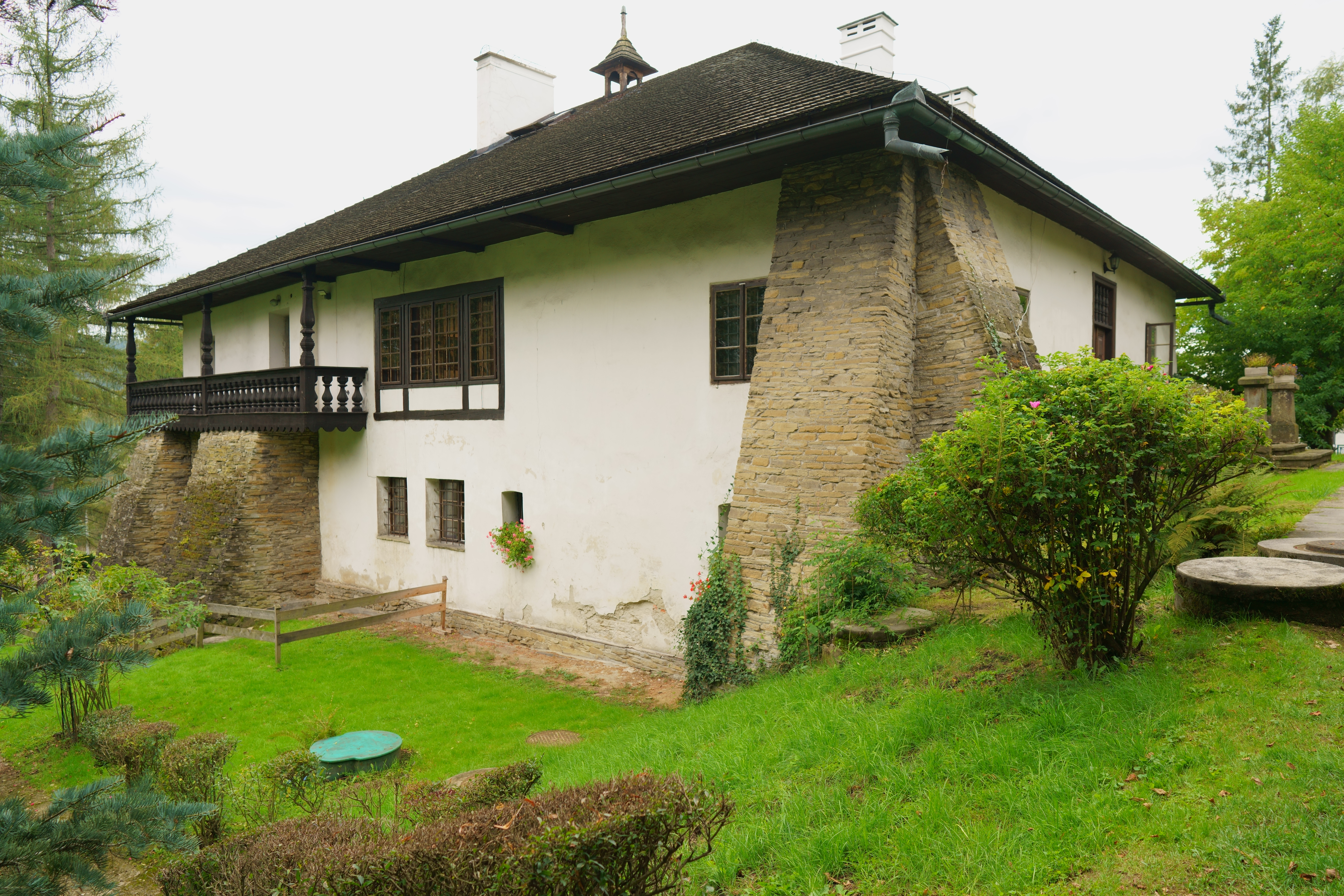
Muzeum Dwór w Stryszowie Oddział Zamku Królewskiego na Wawelu
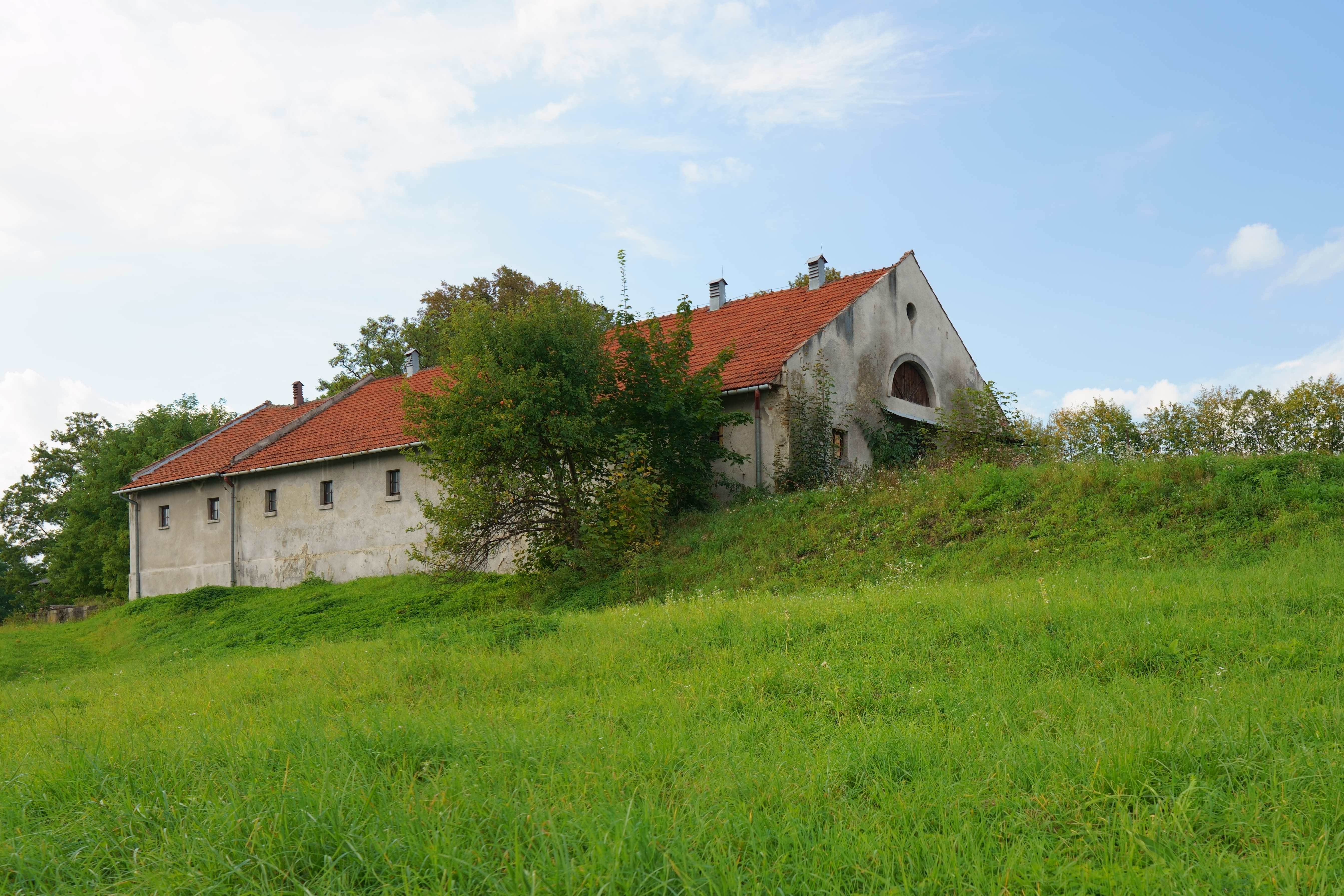
Zabudowania gospodarcze dworu
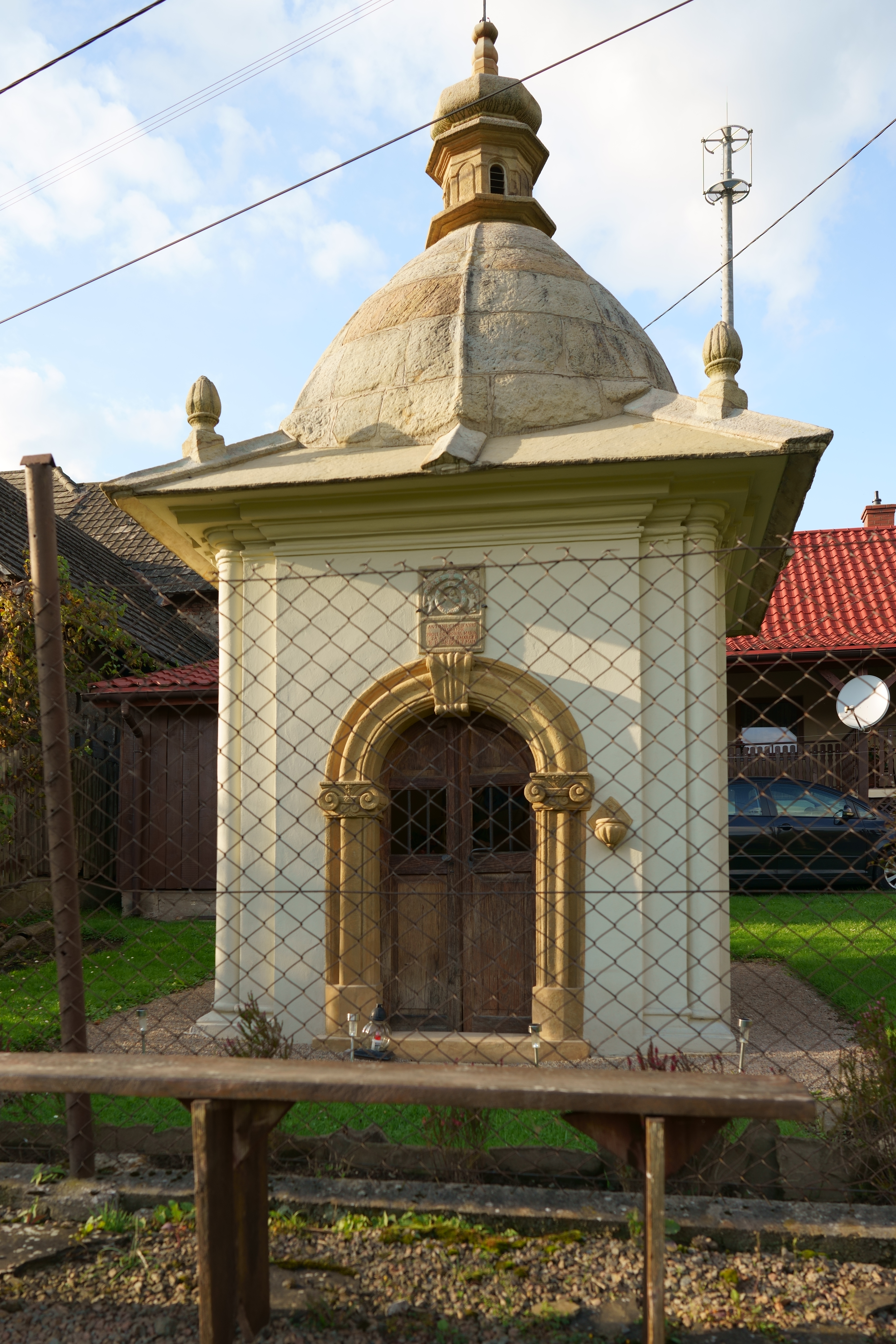
Kaplica św. Antoniego
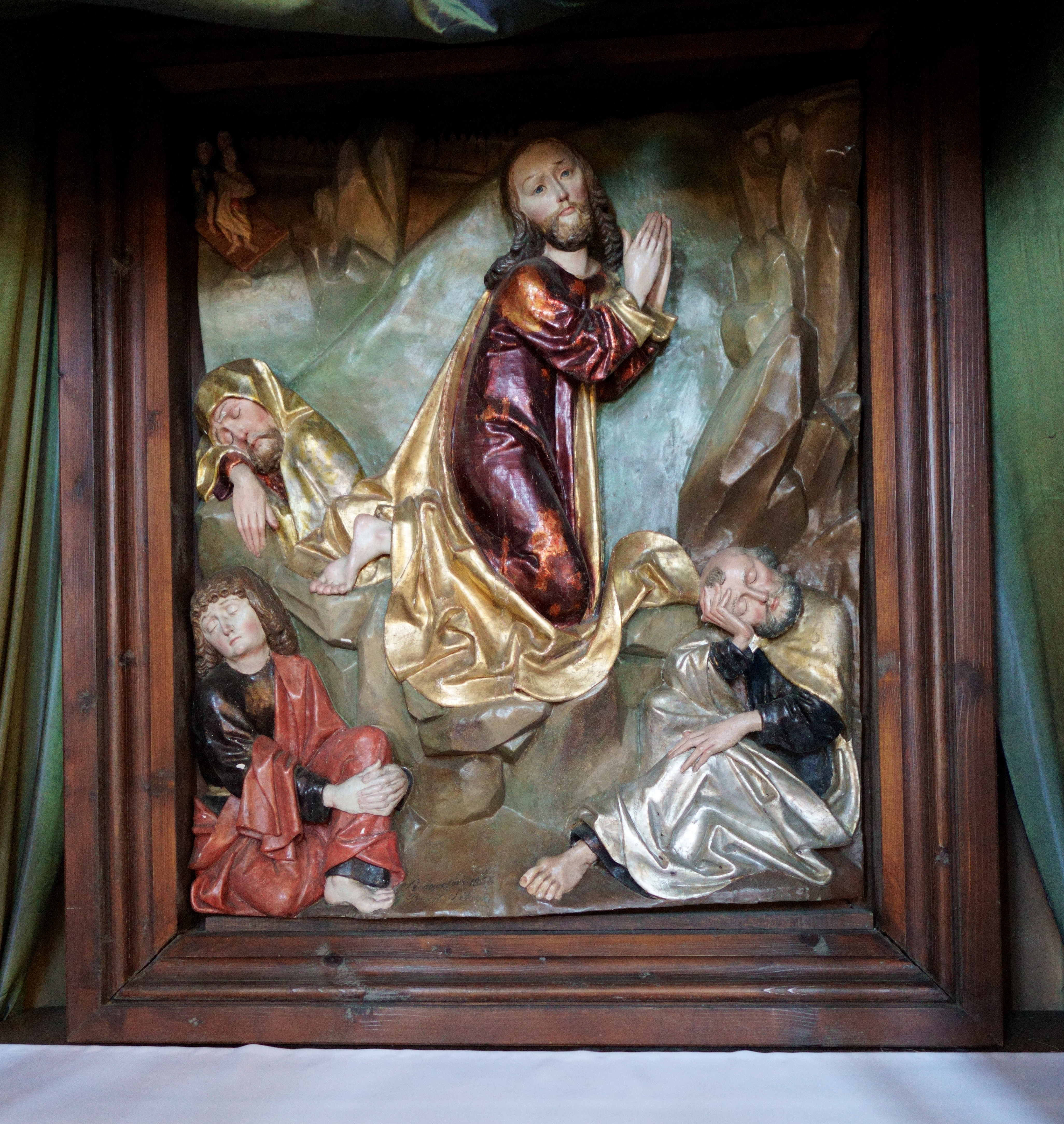
Chrystus w ogrodzie Oliwnym, rzeźba z warsztatu Wita Stwosza, w kościele parafialnym